# Cinara hottesis
Cinara hottesis är en insektsart. Cinara hottesis ingår i släktet Cinara och familjen långrörsbladlöss. Inga underarter finns listade i Catalogue of Life.